# Luc Kwanten
Luc Kwanten (Chinees: 吕光东; pinyin: Lü Guangdong) (8 januari 1944 – 22 november 2021) was een Belgische sinoloog, Tangutoloog en literair agent.

## Biografie
Kwanten werd geboren in Berlijn op 8 januari 1944, tijdens de Tweede Wereldoorlog, als zoon van een Joodse moeder die haar geloof in het geheim beleefde onder nazi-regime. Kort na zijn geboorte verhuisde Kwanten's moeder met hem naar België, waar hij opgroeide in Brussel en zijn opleiding volgde aan een jezuïetenschool.
In zijn jeugd was Kwanten gefascineerd door Albert Camus en Jack Kerouac. Hij raakte geïnteresseerd in de studie van Boeddhistische teksten en het Boeddhisme toen hij Kerouac's Dharma Bums las. Hierdoor ontstond ook zijn belangstelling voor de Chinese geschiedenis, taal en cultuur.
Begin de jaren 1960 was Kwanten piloot bij de Belgische Luchtmacht, waar hij met de Super Starfighter straaljager vloog. Na een ernstige verwonding bij een crash tijdens een landing, stapte hij over naar de Belgische militaire inlichtingendienst. Terwijl hij voor de inlichtingendienst werkte, studeerde hij ook aan de Universiteit Gent en de Sorbonne in Parijs. In 1968 ging hij naar de Verenigde Staten om zijn studie voort te zetten. Hij promoveerde in 1972 aan de University of South Carolina met een proefschrift over de Tibetaans-Mongoolse betrekkingen tijdens de Yuan-dynastie (1207–1368).
Hij doceerde aan het Ramapo College in New Jersey tussen 1972 en 1974, en was universitair hoofddocent Chinese en Binnen-Aziatische Geschiedenis aan het Department of Uralic and Altaic Studies van de Indiana University van 1974 tot 1978. Vervolgens werd hij benoemd tot universitair hoofddocent Chinese en Centraal-Aziatische Geschiedenis en Filologie en curator van de Far Eastern Library aan de University of Chicago.
Tijdens de late jaren 1970 en vroege jaren 1980 publiceerde Kwanten een aantal artikelen over de uitgestorven Tangut-taal, evenals een boekstudie van de Chinese glossen in de 12de-eeuwse Chinese-Tangut-woordenlijst, Pearl in the Palm. Hij suggereerde ook dat de Tangut-taal mogelijk niet tot de Sino-Tibetaanse talen behoorde, zoals algemeen werd gedacht, maar mogelijk tot de Altaïsche taalfamilie.
In de jaren 1980 verhuisde hij naar Taiwan, waar hij Chinese grensgeschiedenis doceerde aan de Nationale Universiteit Chengchi in Taipei, en werkte als Belgisch Buitenland Handelsadviseur.
In 1987 openden hij en zijn Taiwanese vrouw, Lily Chen, het literair agentschap Big Apple Agency in Taiwan. In 1991 opende hij een kantoor in Beijing, en in 2010 had Big Apple kantoren in Shanghai, Beijing, Taipei en Honolulu. Het agentschap is gespecialiseerd in de publicatie van Chinese vertalingen van Engelstalige boeken, zowel fictie als non-fictie, inclusief enkele tweetalige Chinees-Engelse edities. Volgens Forbes Asia is Big Apple het grootste literaire agentschap in de Volksrepubliek China.

## Persoonlijk leven
Kwanten en zijn vrouw, Lily Chen, trouwden in Taipei in 1985 en hadden samen drie kinderen uit eerdere huwelijken, van wie de oudste, Wendy King, het kantoor van Big Apple in Honolulu runt.
Kwanten overleed in zijn huis in Shanghai op 22 november 2021.